# Cala d'en Carles
La cala d'en Carles, o cala d'en Carlos, també anomenada cala de l'Ull de Vidre, és una platja natural del municipi de Tossa de Mar (Selva), situada al costat de llevant de la badia de Llorell, entre la cala Figuera i la cala Llevadó. Orientada al sud, té una longitud de 70 m i una amplada mitjana de 25 m, formada per sorra gruixuda. Disposa de servei de lavabos i dutxes, a més d'un bar amb una terrassa.